# ترامادول
ترامادول (به انگلیسی: Tramadol) که به نام‌های تجاری ترامال، ترامد، بایومادول، پیرالژین و آلاپین نیز شناخته می‌شود، یک داروی ضد درد اپیوئیدی است که برای تسکین دردهای متوسط تا شدید تجویز می‌شود. پس از گذشت حدود یک ساعت از مصرف خوراکی ترامادول، تأثیر ضددرد آن، آغاز می‌شود. ترامادول به‌عنوان یک داروی ژنریک، توسط شرکت‌های مختلف دارویی در سراسر دنیا تولید می‌شود.ترامادول مهارگر بسیار قوی بازجذب سروتونین و نور اپی نفرین است. این دارو، با بیش از ۱۹ میلیون بار تجویز، ۳۵اُمین داروی تجویزی پُرمصرف در ایالات متحده در سال ۲۰۱۹ بوده‌است.

## مکانیسم اثر
مکانیسم عملکرد ترامادول به دو گونه است. اول این‌که مثل دیگر داروهای اوپیویید (مشتقات تریاک) آگونیست گیرنده‌های مو (μ) است. البته خاصیت چسبندگی ترامادول به گیرنده‌های ضد درد مخدر «مو» بسیار ضعیف است.
پس از مصرف دارو، ترامادول توسط آنزیم CYP2D6 به ماده متابولیزه فعال او-دسمتیل‌ترامادول تبديل می‌شود که حدود ۶ برابر ترامادول گیرایی بیشتری به گیرنده "μ" دارد و عمده اثر ضد درد این دارو به این متابولیت بستگی دارد و تاثیر مهار بازجذب سروتونین و نوراپینفرین به عنصر مادر بستگی دارد. بنا به دلایل ژنتیکی برخی افراد مقادیر کمتری از آنزیم CYP2D6 در بدن خود دارند و به همین دلیل از خواص ضد درد ترامادول بهره مند نمی‌شوند.در مقیاس فارماکوکینتیک قدرت ضد درد ترامادول حدود ۱۰ برابر ضعیف تر از مرفین است و گیرایش ان به رسپتور "مو" ۶۰۰ برابر کمتر از مرفین میباشد.
ترامادول دارای میل متوسط به گیرنده سیگما ۱ است، این گیرنده عموماً دارای عملکرد تشنج‌زایی است و همچنین دارای خاصیت ضدافسردگی سریع و در دوز های بالاتر همراه با سرخوشی است.
ترامادول همچنین یک مهارکننده بازجذب سروتونین–نوراپی‌نفرین است و باعث جلوگیری از بازجذب نورآدرنالین و سروتونین می‌شود و غلظت این دو ماده را در سیناپس بالا می‌برد، این امر باعث ایجاد نوعی خاصیت، مانند داروهای ضدافسردگی و همچنین هوشیاری می‌شود و برعکس مرفین فرد مصرف‌کننده را فعال‌تر می‌کند، حتی در برخی از مصرف‌کنندگان، حالات ضعیفی مانند اکستازی مشاهده شده، احتمال گرفتگی عضلانی نیز کاهش می‌یابد. با خوردن ۱۰۰ میلی‌گرم ترامادول، سطح خونی دارو در دو ساعت به حداکثر می‌رسد. حدود ۲۰ درصد ترامادول به پروتئین خون متصل می‌شود. ۳۰ درصد ترامادول به‌صورت تغییر نیافته و ۶۰ درصد آن به صورت متابولیت‌های شکسته‌شده در کبد از راه ادرار دفع می‌شود. نیمه‌عمر این دارو ۴ تا ۶ ساعت است. ترامادول برای تسکین درد، معمولاً به مدت کمتر از ۵ روز و به مقدار ۵۰ تا ۱۰۰ میلی‌گرم هر ۸ ساعت تجویز می‌شود، همچنین این دارو جهت درمان سندرم پای بی‌قرار نیز تجویز می‌شود.

## تاریخچه
این دارو توسط شرکت آلمانی گروننتال (Grünenthal) در دهه ۱۹۷۰ با نام تجاری ترامال (®Tramal) ساخته شد. گروننتال در سال‌های بعد حق تولید ترامادول را به شرکت‌های متعددی در سراسر دنیا واگذار کرد. در میانهٔ دهه ۱۹۹۰، ترامادول مورد تأیید نهادهای بهداشتی ایالات متحده و بریتانیا، قرار گرفت.
در سال ۲۰۱۳ پژوهشگران فرانسوی، سوئیسی و کامرونی در پوسته ریشه یک گیاه دارویی آفریقایی به نام N. latifolia ترامادول یافتند، اما در سال ۲۰۱۴ مشخص شد که این ترامادول به دلیل استفاده از آن توسط کشاورزان در خوراک گله بوده‌است.

## اَشکال دارویی

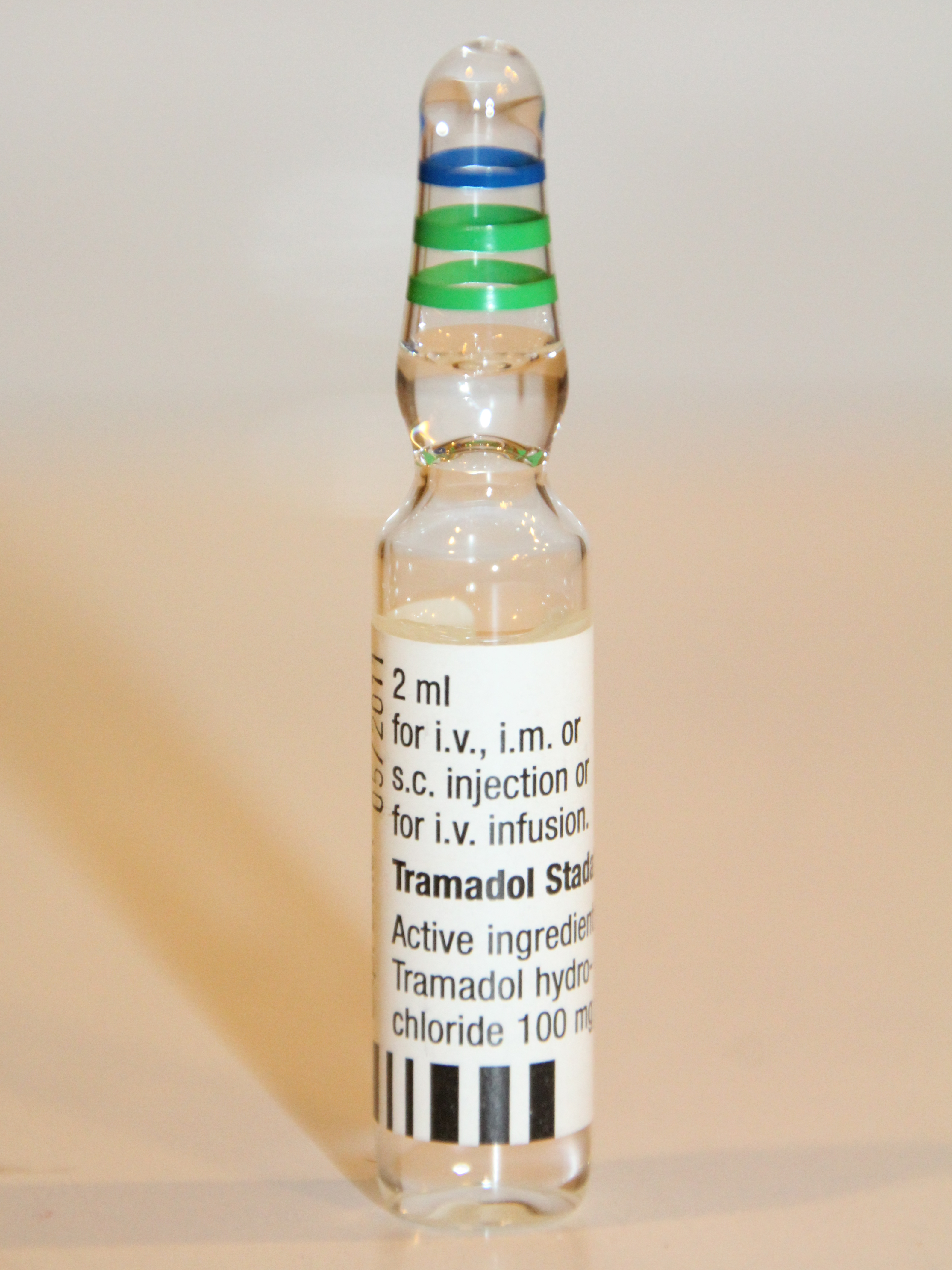
ترامادول هیدروکلرید تزریقی

ترامادول معمولاً به شکل نمک هیدروکلراید تولید شده و به دو شکل خوراکی (بیشتر کپسول و قرص) و آمپول به بازار عرضه می‌شود. مقدار جذب و تأثیر فرم تزریقی ترامادول بسیار بیشتر از فرم خوراکی است. ترکیب ترامادول و استامینوفن نیز در بازار موجود است (که در ایران عرضه نمی‌شود).
در خارج از ایران به صورت قرص‌های آهسته رهش Retard، آمپول، کپسول و قطره موجود است، مصرف قطره خوراکی آن رایج‌تر است.

## اعتیاد
علائم جسمی ترک ترامادول احتمالاً به علت خواص ضدافسردگی این دارو (جلوگیری از بازجذب سروتونین و نورآدرنالین) شدیدتر از علائم ترک مخدرهایی مانند تریاک است، حتی بعد از قطع مصرف کوتاه‌مدت ترامادول علائمی مانند بی‌خوابی، سندروم پای بی‌قرار (RLS) و افسردگی بروز می‌کند. مصرف بدون وقفه آن در طولانی مدت باعث ایجاد مقاومت بدنی نسبت به مواد اپیوئیدی شده و دوز مصرف آن باید افزایش یابد تا اثری مشابه مقدار مصرف اولیه را ایجاد کند، مدتی بعد از قطع مصرف دارو مقاومت بدنی نسبت به ترامادول و دیگر مواد اپیوئیدی به حالت اولیه بر می‌گردد.
با توجه به این‌که مکانیسم کنترل درد در ترامادول مشابه مورفین است. مصرف مداوم آن منجر به وابستگی فیزیکی و روانی مشابه اعتیاد به مواد مخدر می‌شود و مصرف طولانی مدت ترامادول منجر به اعتیاد به آن شده و درمانی کاملاً مشابه با درمان سوءمصرف مخدرهایی چون تریاک، کراک و هروئین دارد.
اثر این قرص در آزمایش 
خون تا ۱۰ روز ادرار ۷ روز  الی ۱۰ روز و در آزمایش مو آلکوئیدهای آن تا ۹۰ روز قابل مشاهده میباشد.
همچنین عواملی مانند میزان پزن سن و سایر داروهای مصرفی مصرف کننده در دفع و جذب دارو تداخل دارد.  بی‌حسی، وزوز گوش و خواب‌رفتگی، از اثرات فیزیکی و توهم، پارانویا، حمله پانیک، گیجی و اضطراب شدید، از اثرات روانی ترک ترامادول هستند. این علائم، معمولاً بین ۱۲ تا ۲۰ ساعت پس از مصرف آخرین دوز ترامادول، آغاز می‌شوند. علائم ترک مصرف ترامادول، به‌مدت بیشتری در مقایسه با علائم ترک سایر داروهای اپیوئیدی ادامه می‌یابد. این علائم معمولاً به‌مدت ۷ روز و برخی از علائم مانند بی‌خوابی و افسردگی ناشی از ترک حتی تا بیشتر از یک ماه، ادامه دارند.

## ترامادول در ایران
دکتر حسن امیری متخصص زمینهٔ پزشکی قانونی، بیشترین مسمومیت و عوارض جانبی مصرف ترامادول را مربوط به ایران دانسته و گفت، «اشکال دویست، چهارصد و پانصد میلی‌گرمی این دارو به صورت غیرمجاز و قاچاق وارد کشور شده و توزیع می‌شود.»

## عوارض جانبی

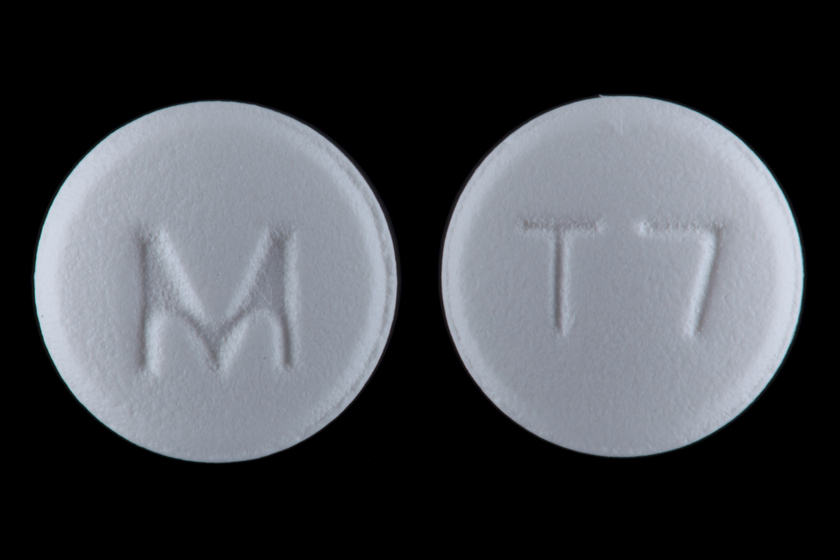
ترامادول ۵۰میلی گرم

عوارض مشابه دیگر داروهای شبه‌تریاک (تهوع، سرگیجه، خواب آلودگی، منگی، خشکی دهان. دیر انزالی، یبوست، افت فشار خون، تعریق، خارش در ترامادول هم دیده می‌شود اما احتمال بروز دپرسیون تنفسی که کشنده‌ترین با ترامادول خوراکی نسبت به مرفین کمتر است. مصرف این دارو به علت افزایش سطح سروتونین، بیشتر از دیگر مواد اپیوئیدی ایجاد حالت تهوع می‌کند، همچین باعث بی‌خوابی می‌شود. مصرف بیشتر از ۲۰۰ میلی‌گرم ترامادول برای افراد بدون مقاومت بدنی در مقابل مواد اپیوئیدی خطرناک است.
مصرف همزمان با داروهای مهارکننده بازجذب سروتونین مانند سیتالوپرام، بوپروپیون، فلوکستین و مهارکننده منوآمینواکسیداز موجب تشدید عوارض دارو و گاهی سندرم سروتونین می‌گردد.
یکی از عوارض نادر ولی خطرناک مصرف ترامادول تشنج است. تشنج معمولاً در اثر مصرف زیاد این دارو یا مصرف دارو در بیماران صرعی یا بیمارانی که دچار آسیب مغزی شده‌اند با بیمارانی که مشکلات کبدی کلیوی (دفع دارو دچار اختلال گشته و افزایش مقدار دارو در خون) دارند یا معتادان به الکل ایجاد می‌گردد. همچنین احتمال وابستگی دارویی و بروز علائم ترک مشابه دیگر s ترکیبات شبه‌تریاک هم وجود دارد.
یکی دیگر از عوارض نادر ترامادول (چهار تا پنج ساعت پس از مصرف) افزایش فشار خون به همراه سردرد شدید است.
مریم اخگری، رئیس بخش سم‌شناسی پزشکی قانونی تهران با اشاره به افزایش مصرف داروهای مخدر مانند متادون و ترامادول اعلام کرد در مطالعه‌ای که طی پنج سال اخیر انجام شده مرگ‌های ناشی از مصرف ترامادول ۴۰ برابر بیشتر شده‌است. در این مقاله به نوع مرگ و تعداد قربانیان اشاره نشده‌است.
ترک
اگر دچار سوء مصرف ترامادول هستید بهتر است هرچه سریعتر نسبت به ترک آن اقدام کنید.
بهترین و پایدارترین روش ترک کاهش آهسته دوز مصرف و سپس ترک آن می‌باشد. ترک یکباره آن در دوزهای بالا عوارض شدیدی در پی خواهد داشت.
از علایم ترک مخصوصا به صورت ناگهانی میتوان به لرز، تعرق شدید، بدن درد، سر درد، اسهال، تهوع صبحگاهی، افسردگی و تغییرات خلق و خو، کاهش انرژی، کاهش انگیزه برای زندگی و بی‌خوابی اشاره کرد.
به علت ترشح زیاد هورمون‌های شادی آور هنگام مصرف و کاهش قابل توجه اما موقت این هورمون‌ها هنگام قطع مصرف اگر سابقه خودکشی در مصرف کننده وجود دارد بهتر است حتما جهت ترک با روان‌پزشک مشورت نماید.